# Dilema do bonde

Um dos dilemas incluídos no problema do bonde: você deve puxar a alavanca para desviar o carrinho descontrolado para o trilho lateral?

O dilema do bonde (português brasileiro) ou dilema do comboio (português europeu) é um experimento de pensamento em ética, idealizado por Philippa Foot  e extensivamente analisado por Judith Jarvis Thomson e, mais recentemente, Peter Unger. Problemas semelhantes foram tradicionalmente tratados em direito penal e, por vezes, regulamentada em códigos penais e também em direito civil. Um exemplo clássico de tais problemas é conhecido como Tábua de Carnéades para atacar a inconsistência das teorias morais utilitaristas.

## Definição do problema
Um bonde está fora de controle em uma estrada. Em seu caminho, cinco pessoas amarradas na pista por um filósofo malvado. Felizmente, é possível apertar um botão que encaminhará o bonde para um percurso diferente, mas ali, por desgraça, se encontra  outra pessoa também atada. Deveria apertar-se o botão?
A maioria dos que consideram este problema acreditam que é permitido utilizar o interruptor[carece de fontes?]. A maioria destes sente que não é só uma ação permitida, mas também a melhor escolha moral[carece de fontes?], neste caso,  sendo a outra não fazer absolutamente nada.
É claro que um cálculo utilitarista justifica esta decisão, embora os não-utilitaristas muitas vezes também se mostrem a favor dela.

## Problemas relacionados

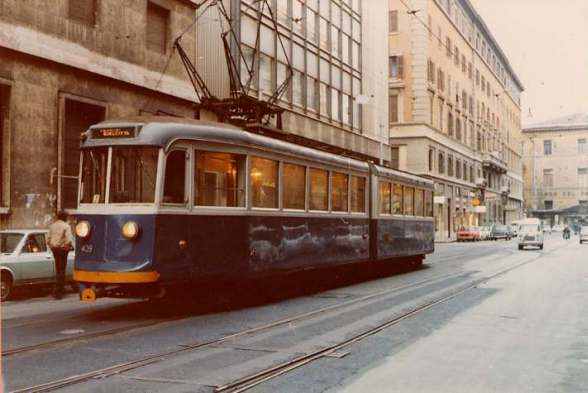
O dilema do bonde é um experimento mental para ilustrar e colocar à prova distintas teorias éticas

O problema inicial do bonde se torna interessante quando comparado a outros dilemas morais.

### O homem gordo
Como anteriormente, um bonde desgovernado vai em direção a cinco pessoas. O observador está em cima de uma ponte sobre a pista e poderia parar o trem atirando um peso na frente dele. Ao lado do observador está apenas um homem muito gordo, pesado o suficiente para parar o trem.
A única maneira de parar o trem é empurrar o homem gordo da ponte para a pista, tirando a vida dele para salvar as outras cinco.
Isso deve ser feito? Isso vai exigir uma participação ativa do observador.
Neste caso se encontra uma grande resistência para decidir sobre uma participação ativa. A maioria das pessoas que, no caso anterior, aprovava o sacrifício de um em favor dos outros cinco, não aprova, nesta situação, jogar o homem gordo no caminho. Isto tem levado a tentativas de encontrar uma diferença moral relevante entre os dois casos.
A distinção clara é que, no primeiro caso, não há clara intenção de prejudicar ninguém — os danos causados sobre o indivíduo da via alternativa um efeito colateral de desviar o bonde  dos outros cinco. No entanto, neste segundo caso, vai diretamente ao intento de  salvar os outros cinco. 
Por conseguinte, algumas pessoas sentem que a diferença entre os dois casos é que a morte de uma pessoa para salvar cinco, o que é mau, enquanto que no primeiro caso, não há tal intenção. A solução é, essencialmente, uma aplicação da doutrina do duplo efeito, segundo a qual alguém poderia, através de sua ação até mesmo concorrer com efeitos colaterais deletérios, menos causar um dano ativamente  ainda que fosse por uma boa causa. Embora possa ser justificável sacrificar o homem gordo para salvar as outras vítimas, e que tudo aconteça como planejado não é uma coisa certa, pois poderia  resultar em perda desnecessária de homem gordo por adição a de outras cinco pessoas.
Além disso, Thomson argumenta que a diferença essencial entre o dilema inicial do bonde e a segunda versão é que no primeiro caso o dano ocorre em paralelo com a ação do sujeito, enquanto na segunda, o sujeito tem de executar uma ação direta sobre o homem gordo para salvar os outros. De acordo com Thomson, no primeiro caso, ninguém exerce qualquer direito sobre  qualquer outra possível vítima para evitar o bonde, enquanto que no segundo o homem gordo tem violado diretamente o direito de não ser lançado na pista.
Os utilitaristas, é claro, rejeitam isso. E o mesmo fazem alguns não-utilitaristas como Peter Unger, que  refuta que haja uma diferença moral substancial entre causar perigo a um indíduo ou colocar um indivíduo no caminho do perigo.

### O circuito de estrada
A alegação de que é errado usar a morte de um para salvar cinco aparece em um problema com a seguinte variante:

Como anteriormente, um carrinho se move ao longo de um caminho de cinco pessoas. Tal como no primeiro caso, é possível desviar o bonde para uma via diferente. Desta forma, há  só um homem gordo. No entanto, além do homem gordo, o caminho se encaminha de volta para os outros cinco. Se não fosse pela presença do homem gordo, pressionar o botão não salvaria os outros cinco. O interruptor deve ser acionado?
A única diferença entre este caso e o dilema do bonde original está na parte da pista adicionada, o que parece uma diferença trivial (especialmente uma vez que nenhum bonde será executado em princípio). Intuitivamente, pode ser sugerido que a resposta deve ser a mesma que no problema original - é permitido operar o interruptor. Neste caso, no entanto, a morte de alguém é parte necessária do plano para salvar os outros cinco.
A variante do circuito não tem de ser fatal para o argumento de estar usando uma pessoa como um meio. Isso tem sido sugerido por M. Costa, observando que a omissão neste cenário será necessariamente usando as cinco pessoas para salvar o homem gordo: porque, por não fazer nada, o bonde vai abrandar o seu impacto com os cinco pessoas que não possuem o impulso suficiente para alcançar o homem gordo. Como neste caso qualquer situação envolve o uso de alguns para salvar os outros, é permitida uma mera contagem de pessoas ao escolher  a quem salvar. Esta forma de comportamento requer diferençar entre fazer e permitir.

### O homem no jardim
Unger argumenta extensivamente contra as tradicionais respostas não-utilitaristas para o dilema do bonde. Este é um desses exemplos:

Como anteriormente, um bonde se movimenta em um trajeto em direção a cinco pessoas. É possível desviar sua direção colidindo com outro bonde, mas, se assim for,  ambos descarrilarão ladeira abaixo, atravessando a estrada e invadindo o jardim de um homem. O dono do jardim, que está dormindo em sua rede e será morto. Deveria  desviar-se o bonde?
As respostas a essa pergunta dependem parcialmente, se o leitor se defrontou anteriormente com o primeiro dilema do bonde (tendo, naturalmente, o desejo de manter a consistência nas respostas), embora Unger aponte que as pessoas que não foram confrontadas com o dilema anteriormente mais propensos a responder, neste caso,  que a ação positiva proposta seria incorreta.
Unger argumenta que, portanto, as respostas para os vários problemas são baseadas mais na psicologia do que em  considerações éticas. Neste último caso, diz ele, a única grande diferença é que o homem no jardim não parece particularmente envolvido. Unger argumenta que as pessoas, em consequência do acima exposto, acreditam que, ao matar o homem, não estejam jogando limpo, mas também afirmar que o estar envolvido não pode ser uma diferença moral.
Unger também considera casos que são muito mais complexos do que o dilema original, incluindo mais de dois possíveis cursos de ação. Nesse caso, é possível não fazer nada e deixar morrer cinco, ou fazer algo que (a) salvará cinco e matará quatro (b) salvará cinco e matará outros três, (c) salvará cinco e matará dois, ou (d) salvará cinco e matará um. A maioria dos sujeitos mais ingênuos a quem se apresenta dilema deste tipo ocorre, de acordo com Unger, escolhe a opção (d): salvar cinco e matar um, inclusive se este meio de resolução inclui fazer algo muito semelhante ao matar o homem gordo, como no caso mencionado acima, de Thomson.

### A variante de esperança
A variante de esperança é uma versão do dilema considerado por Daniel Zubiria:

Como anteriormente, um bonde desgovernado corre em direção a cinco pessoas. O sujeito estava em uma ponte sobre a estrada com botões a seu alcance. O primeiro serve para trocar a linha do bonde para outra que matará uma pessoa. O segundo botão serve para descarrilar o trem. Como consequência, obtém-se 50% de possibilidade de matar  a todos e 50% de de salvar todos. Como deveria agir o sujeito?
O filósofo Jonah Barnaby acredita que é moralmente ético descarrilar o trem, já que a  segurança dos passageiros recai sobre a empresa ferroviária desde o seu dever é o de garantir a proteção dos seus passageiros de um imprevisto de tal calibre. Portanto, quem aciona o interruptor de descarrilamento não tem porque duvidar da tecnologia e  então está fazendo algo moralmente correto. O sujeito acredita que, se a empresa de transportes funciona como deveria, o trem não vai causar vítimas ao descarrilhar. Se não há razão para duvidar da confiabilidade da empresa, está agindo com o método mais confiável, e, claro, mais em linha com a humanidade, que é salvar a pessoa que enfrentaria a morte certa.